# Fernando Ónega
Fernando Ónega López (Mosteiro, Pol, Lugo, 16 de junio de 1947) es un periodista español. Fue director de prensa de la Presidencia del Gobierno de Adolfo Suárez y autor de gran parte de sus discursos, entre ellos el «Puedo prometer y prometo». Es padre de las periodistas Cristina y Sonsoles Ónega.

## Carrera profesional

### Prensa escrita
Adscrito al «falangismo periodístico», en la década de 1970 fue subdirector del diario Arriba. En aquella época el periódico Arriba constituía el órgano oficial del régimen franquista. También fue jefe de prensa de la Guardia de Franco. Posteriormente trabajó en distintos medios escritos y fue director del Ya (1985-1986). En épocas más recientes ha escrito en La Vanguardia y esporádicamente en el diario lucense El Progreso. Desde febrero de 2019 preside el diario digital 65ymás.com, un periódico de carácter generalista cuya cobertura está dirigida al público de la tercera edad.
Ha tenido también una columna diaria en La Voz de Galicia.[cita requerida]

### Radio
En 1979 ingresa en la Cadena SER realizando comentarios políticos en el programa Hora 25. El 10 de febrero de 1981 fue nombrado director de informativos de la cadena, en sustitución de Iñaki Gabilondo, coincidiendo además con el intento de golpe de Estado del 23-F.
Más adelante ejerció la misma responsabilidad en la Cadena COPE (1986-1990).
En 1992 y 1993 asumió el cargo de director de general de Onda Cero y de nuevo entre julio de 2000 y enero de 2002; desde 2004 hasta 2015, colaboró con Carlos Herrera en el programa Herrera en la onda. Desde abril del mismo año lo hace en Más de uno de Carlos Alsina, así como en La Brújula tanto en la etapa dirigida por David del Cura como posteriormente en la dirigida por Juan Ramón Lucas, ambos de dicha emisora.
El 1 de septiembre de 2022, anunció su retirada de la radio. Su última faceta fue como colaborador de Más de uno, dirigido por Carlos Alsina, en Onda Cero Radio, donde desde el 8 de abril de 2015, hacía su análisis diario de la actualidad. 

### Televisión
Comenzó su andadura en televisión en la cadena pública TVE donde a finales de los años setenta dirigió el programa informativo Siete días (1978-1979) y Revista de Prensa (1980). Ese mismo año es nombrado Director de Relaciones Externas de la cadena (1980-1981).
En junio de 1993 comenzó a colaborar en los servicios informativos de Telecinco, haciendo análisis político en el espacio Entre hoy y mañana de Luis Mariñas. En marzo de 1993 presentó el espacio matinal Los periódicos y meses después pasó a las labores de presentación del informativo nocturno, y en 1994, el del mediodía. En 1997 fichó por Antena 3, y hasta 1999 es el presentador de Antena 3 Noticias en la edición de las 21 horas.
En los últimos años ha intervenido como comentarista de actualidad en las tertulias de los espacios 59 segundos (2005-2012),El debate de la 1 (2012- ), El Programa de Ana Rosa (2005-2008) y Las mañanas de Cuatro (2007-2009). Desde 2002 hasta 2009 colaboró en el programa Saber vivir de Manuel Torreiglesias en TVE. Además, hace unos años ofrecía su opinión en el programa Galicia por diante, dirigido por el periodista Kiko Novoa, en la Radio Galega. Desde agosto de 2009 conduce la sección Saber mirar en el magacín de TVE La mañana de La 1.
En 2012 plantó y apadrinó un árbol con su nombre en el Parque de la Comunicación de Boiro (La Coruña), el único de España creado por periodistas. Ese mismo año recibió el título de Socio de Honor y la Insignia de Plata del Club Exxpopress de Periodistas de Galicia.

## Libros
- El termómetro de la vida (2004).
- Puedo prometer y prometo, biografía de Adolfo Suárez (2013).
- Juan Carlos I. El hombre que pudo reinar, biografía de Juan Carlos I (2015).
- Qué nos ha pasado, España (2017).

## Premios
- Premio Ondas en 1970 y 1979. Nacionales de Radio.
- Premio Ondas en 2020. Trayectoria.
- Antena de Oro en 1994 por Las Noticias de Telecinco.
- Medalla Castelao en 2001.
- Micrófono de oro en 2007.
- Premio Exxpopress Honorífico en 2011, en el cincuentenario de su trayectoria profesional.
- Premio Diego Bernal a una trayectoria, otorgado por la Asociación de Periodistas de Galicia, en 2016.
- Hijo predilecto de Pol (Lugo), y adoptivo de Lalín (Pontevedra).[18]
- Hijo Predilecto de la provincia de León.[19]
- Premio Ondas Nacional de Radio: Premio a la Trayectoria, en 2020. [20]
- Premio APM de Honor 2024, concedido por la Asociación de la Prensa de Madrid (APM), porque "que ha vivido y trasladado a los ciudadanos la actualidad durante sus casi 60 años de ejercicio periodístico". [21]